# Endiandra brassii
Endiandra brassii är en lagerväxtart som beskrevs av C. K. Allen. Endiandra brassii ingår i släktet Endiandra och familjen lagerväxter. Inga underarter finns listade i Catalogue of Life.